# Жечо Долчинков
Жечо Кирилов Долчинков е български народен певец и фолклорист.

## Биография
Роден е през 1892 година в Котел. В Русе завършва дърводелско училище и заминава да следва битова архитектура в Германия. След завръщането си в България работи като учител, а впоследствие – и като директор на техникум.
Още през младежките си години Долчинков проявява интерес към българския песенен фолклор и събира и категоризира над 3500 народни песни от Котленско и Добруджа, от които голям дял заемат хайдушките песни. Този архив се съхранява в Института за музика (днес Институт за изкуствознание) към БАН. Между 1936 и 1949 година сътрудничи като изпълнител в Радио София, където има, макар и малко на брой, запазени негови фонозаписи.
Откритие на Жечо Долчинков е световноизвестната народна певица Стефка Съботинова.

## Памет
На негово име в родния му град Котел е кръстена улица.